# Louis Evain

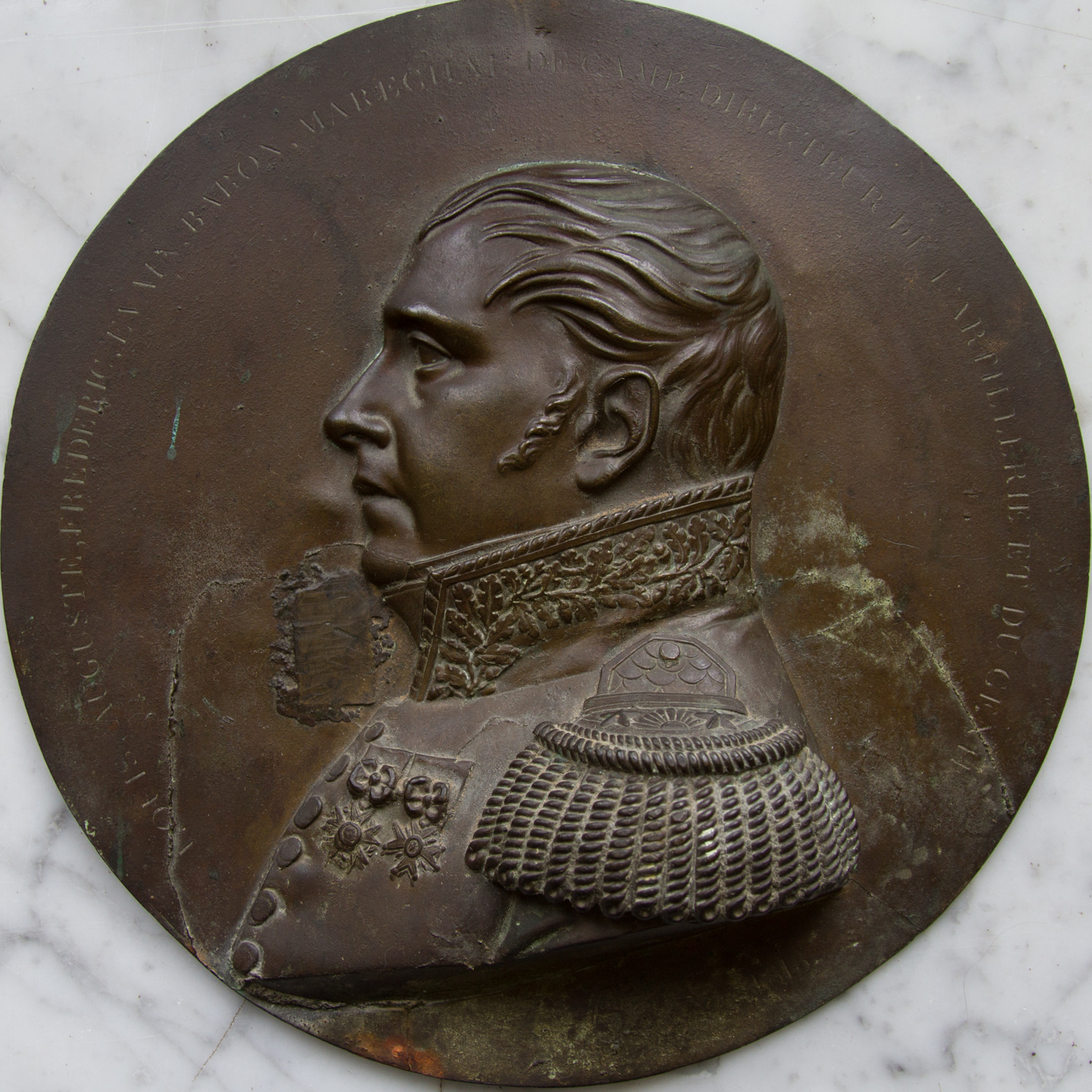
Louis Evain

Louis Auguste Frédéric Evain (Angers, 14 augustus 1775 - Brussel, 25 mei 1852) was een Frans-Belgisch militair en Belgisch minister van Oorlog.
Evain werd luitenant-generaal in het Franse leger. Hij was een aanhanger van Napoleon Bonaparte, maar bleef ook na het herstel van de monarchie op post. In 1824 nam hij ontslag omwille van gezondheidsredenen.
Na de Belgische onafhankelijkheid in 1830 liet hij zich naturaliseren tot Belg. Van 1832 tot 1836 was hij minister van oorlog van België. In 1836 werd Louis Evain benoemd tot minister van Staat.
- Gemeinsame Normdatei: 11751540X
- International Standard Name Identifier: 0000 0000 1022 3532
- Base Léonore: LH//914/21
- Système universitaire de documentation: 195253159
- Virtual International Authority File: 52469335